# Denis Goldberg
Denis Theodore Goldberg (Ciudad del Cabo, 11 de abril de 1933 - Ibidem., 29 de abril de 2020) fue un activista social sudafricano, activo en la lucha contra el apartheid y que fue encarcelado, junto con otros miembros clave del movimiento contra el apartheid, en la Operación Mayibuye a principios de los 60.

## Biografía
Creció en Ciudad del Cabo y estudió para obtener una licenciatura en Ingeniería Civil de la Universidad de Ciudad del Cabo. Fue miembro del Partido Comunista de Sudáfrica, una organización que fue suprimida por el régimen del apartheid que llegó al poder en 1948; más tarde se unió a otros activistas blancos en la formación del Congreso de Demócratas, de la cual se convirtió en líder. Esta, a su vez, se alió con el Congreso Nacional Africano (ANC) y otros congresos "no raciales" en la Alianza del Congreso. Fue detenido en 1960 y pasó cuatro meses en prisión, sin juicio.
Cuando el ala del ANC, Umkhonto we Sizwe fue fundada en 1961, Goldberg se convirtió en un oficial técnico. En 1963 fue detenido en la sede de Rivonia de su ejército, sometido a juicio y condenado en 1964 a cuatro términos de cadena perpetua. Fue el único miembro blanco de Umkhonto we Sizwe en ser arrestado y sentenciado a cadena perpetua en el juicio de Rivonia.
Goldberg describió la cuestión de ser blanco e involucrado en la lucha armada de la siguiente manera: «Ser negro e involucrado (en la lucha) significaba que tenías el apoyo de muchas personas y significaba que debías ser parte de una comunidad. Ser blanco significaba estar aislado».
Fue enviado una prisión blanca en Pretoria. Estaba en prisión en el momento de la fuga de la prisión de Tim Jenkin, y participó en la misma distrayendo a un director de la prisión mientras los fugitivos huían. Estando en prisión, se graduó en Administración Pública, Historia y Geografía y en Ciencias de la Biblioteca. Obtuvo la libertad en 1985, después de pasar 22 años en la prisión.
Criticó vehementemente a Israel por las buenas relaciones que tenía este estado con la Sudáfrica del apartheid y por su trato a los palestinos, comparando ambos regímenes como equivalentes. Después de visitar por primera vez a su hija, que entonces vivía en un kibutz israelí, se marchó al exilio en Londres donde se unió a su familia. En Londres resumió su trabajo en el ANC en su oficina desde 1985 hasta 1994. Fue portavoz del ANC y miembro del Comité Anti-apartheid de las Naciones Unidas. Un gran grupo de organizaciones estadounidenses presentaron la candidatura de Denis Goldbergl al Premio Albert Luthuli por la Paz en reconocimiento a su trabajo contra el apartheid. Su familia exiliada había estado activa durante muchos años en Woodcraft Folk, el movimiento británico para niños y jóvenes comprometidos con la promoción de la igualdad y la cooperación, y se convirtió en su presidente hasta que el puesto fue abolido a petición suya.
Después de las primeras elecciones no raciales en Sudáfrica en 1994, al año siguiente Goldberg fundó la organización de desarrollo Community H.E.A.R.T. para ayudar a mejorar el nivel de vida de los sudafricanos negros. Con el apoyo de amigos alemanes estableció la Comunidad H.E.A.R.T. E.V. en Essen (Alemania) en 1996. Participó en los primeros días de Computer Aid International en Londres, y en la actualidad es Patrono y Embajador del CAI.
Goldberg regresó a Sudáfrica en 2002 y fue nombrado Consejero Especial de Ronnie Kasrils, Ministro de Asuntos Hídricos y Forestales hasta 2004. En 2010 publicó su autobiografía, La Misión: Una Vida por la Libertad en Sudáfrica (STE Publishers, Johannesburgo).
Como otros veteranos de lucha, Goldberg ha criticado la corrupción en el ANC. Apareciendo en BBC Radio 5 Live en enero de 2016, dijo que «los miembros de la ANC necesitan renovar el liderazgo de arriba a abajo».
Falleció a los ochenta y siete años el 29 de abril de 2020 por un cáncer de pulmón.